# تروفيو سيرا دي ترامونتانا 2022
تروفيو سيرا دي ترامونتانا 2022 (بالإسبانية: Trofeo Serra de Tramuntana 2022)‏ هو سباق دراجات هوائية من فئة سباق يوم واحد، وأقيم في 28 يناير 2022، وامتدّ لمسافة 158.9 كيلومتر، وهو أحد سباقات طواف أوروبا للدراجات 2022.
فاز بالمركز الأول تيم فيلانز، وبالمركز الثاني أليخاندرو بالبيردي، وبالمركز الثالث سيمون كلارك.

## الفرق
| فرق عالمية (10)- Movistar Team - UAE Team Emirates - Bora-Hansgrohe - AG2R Citroën Team - Israel-Premier Tech - Lotto-Soudal - BikeExchange-Jayco - Cofidis - Intermarché-Wanty-Gobert Matériaux - Trek-Segafredo فرق برو (9)- كاجا رورال-سيغوروس 2022 ‏ - أوسكالتيل أوسكادي 2022 ‏ - فريق إيولو كوميت لركوب الدراجات 2022 ‏ - كيرن فارما 2022 ‏ - Bardiani-CSF-Faizanè - Arkéa-Samsic - برجس بي إتش 2022 ‏ - سبورت فلاندرين بالويس 2022 ‏ - درون هوبر-أندروني جوكاتولي 2022 ‏ فرق قارية (6)- بيت سايكلنج 2022 ‏ - Minerva Cycling Team ‏ - جافا كيوي أتلانتيكو 2022 ‏ - إلكترو هايبر يوروبا-كالداس 2022 ‏ - Manuela Fundación ‏ - Sam–Vitalcare–Dynatek ‏ |  |
| |  |

## التصنيف العام النهائي
| التصنيف العام         | التصنيف العام      | التصنيف العام    | التصنيف العام                      | التصنيف العام |
| العداء                | العداء             | البلد            | الفريق                             | الوقت         |
| --------------------- | ------------------ | ---------------- | ---------------------------------- | ------------- |
| 1                     | تيم فيلانز         | بلجيكا           | لوتو سودال                         | 4 س 12 د 32 ث |
| 2                     | أليخاندرو بالبيردي | إسبانيا          | موفيستار                           | + 0 ث         |
| 3                     | سيمون كلارك        | أستراليا         | Israel-Premier Tech                | + 0 ث         |
| 4                     | براندون ماكنولتي   | الولايات المتحدة | فريق الإمارات                      | + 0 ث         |
| 5                     | Kobe Goossens ‏     | بلجيكا           | Intermarché-Wanty-Gobert Matériaux | + 0 ث         |
| 6                     | إيمانويل بوخمان    | ألمانيا          | بورا هانسغروه                      | + 0 ث         |
| 7                     | إنريك ماس          | إسبانيا          | موفيستار                           | + 14 ث        |
| 8                     | وارن بارجويل       | فرنسا            | اركيا سامسيك                       | + 14 ث        |
| 9                     | Ben Zwiehoff ‏      | ألمانيا          | بورا هانسغروه                      | + 19 ث        |
| 10                    | فيليكس غال         | النمسا           | AG2R Citroën Team                  | + 1 د 52 ث    |
| مصدر: ProCyclingStats |                    |                  |                                    |               |

## وصلات خارجية
- لمحة عن سباق تروفيو سيرا دي ترامونتانا 2022 على موقع  ProCyclingStats   (برو  سايكلنج  ستاتس) - إحصاءات  محترفي  الدراجات.
- تروفيو سيرا دي ترامونتانا 2022 على موقع إحصائيات الدراجات الإحترافية (الإنجليزية)